# V Horkách (Východolabská tabule)
V Horkách (235 m n. m.) je vrch v okrese Pardubice Pardubického kraje. Leží asi 1 km zsz. od městské části Pardubice-Semtín, na pomezí katastrálních území Semtína a města Lázně Bohdaneč. Geomorfologicky vrch náleží do celku Východolabská tabule, podcelku Pardubická kotlina, okrsku Kunětická kotlina a podokrsku Sršská plošina.